# 牛津大學聖凱瑟琳學院
聖凱瑟琳學院（St Catherine's College，常稱：St Catz）是牛津大學的一所學院，1962年成立。學院創建者是歷史學家艾倫·布洛克，同時是首任院長，後出任牛津大學校長。2006年，聖凱瑟琳學院收到5300萬英鎊捐款。
學院建築由丹麥設計師阿納·雅各布森設計，原始建築在1993年3月30日成為一級登录建筑。

## 歷史
學院的歷史可以追溯到1868年在牛津成立的非學院學生團體（Delegacy of Non-Collegiate Students），組織目的是在不收取學院成員費的條件下在牛津提供大學教育。後來更名為聖凱瑟琳學會（St Catherine's Club），在卡特街的一棟建築裡舉行聚會。 1931年，組織獲牛津大學正式認可為聖凱瑟琳協會（St Catherine's Society），從此開始努力爭取學院地位。1956年協會決定正式實施更名計劃。
協會從牛津大學墨頓學院以£57,690買下了8英畝（32,000平方）土地，英國大學撥款委員會也為其提供了£250,000建築費和£400,000其他費用。1960年代艾倫·布洛克爵士投入了從兩位資本家艾倫·威爾森和休·比弗處募得的£1,000,000。花掉£250萬之後，學院在1962年正式開張。學院最初只招男性學員，1974年開始接納女性為正式學員，為牛津大學男性學院中最早接納女學員者。

## 外部連結
- Homepage （页面存档备份，存于）
- Junior Common Room （页面存档备份，存于）
- Virtual tour of Oxford. Produced by the Department of Chemistry, University of Oxford （页面存档备份，存于）